# محمد رضا النحوي
محمد رضا بن أحمد بن حسن الحلّي المشهور بـالنحوي (1737 - 1811) عالم أدبي وشاعر عراقي. ولد في الحلة ونشأ فيها ثم انتقل إلى النجف ودرس فيها. كان له اتّصالات مع أدباء عصره وفضلائه. توفي في الحلة ودفن في النجف. له شعر كثير جمع ما بقي منه في ديوان مطبوع وله تخاميس مطبوعة كذلك. 

## سيرته
ولد محمد رضا بن أحمد بن حسن الحلي النجفي في مدينة الحلة سنة 1150 هـ/ 1737 م. ينتمي إلى أسرة شعرية، حيث كان أبوه شاعرًا، وأخوه شاعرًا. تلقى تعليمه - كسائر أقرانه في عصره - فدرس علوم العربية والفقه والحديث والأصول وآداب اللغة.

كان أحد الخمسة الذي كان يعرض عليهم محمد مهدي بحر العلوم الطباطبائي منظومته الفقهية الدرة لإبداء ملاحظاتهم عليها في أثناء نظمها.

توفي سنة 1226 هـ/ 1811 م في الحلة ودفن في مدينة النجف.

## شعره
له قصائد في كتاب الطليعة والبابليات وأخرى في كتاب شعراء الحلة. وله ديوان مخطوط وتخميس لـمقصورة ابن دريد وتخميس الميمية العرفانية لعمر بن الفارض، والبردة للبوصيري، وبانت سعاد لكعب بن زهير.

ذكره عبد العزيز البابطين في معجمه وقال "شاعر مطبوع، له مقطوعات وقصائد متوسطة الطول، تتنوع بين: الغزل، والمدح، والإخوانيات، والمساجلات، والقول في المذهب، والوصف، والتعزية، ورثاء آل البيت، ورثاء معاصريه. مولع في شعره بالتأريخ، وإبداع النكتة والتورية، والتخميس والتشطير، ومنه تخميسه الميمية العرفانية لابن الفارض، وتخميس مقصورة ابن دريد، وغيرها."